# Halchita
Halchita é uma Região censo-designada localizada no estado norte-americano de Utah, no Condado de San Juan.

## Demografia
Segundo o censo norte-americano de 2000, a sua população era de 270 habitantes.

## Geografia
De acordo com o United States Census Bureau tem uma área de
44,3 km², dos quais 44,3 km² cobertos por terra e 0,0 km² cobertos por água.

## Localidades na vizinhança
O diagrama seguinte representa as localidades num raio de 36 km ao redor de Halchita.